# Ракош (комуна)
Ракош (рум. Racoș) — комуна у повіті Брашов в Румунії. До складу комуни входять такі села (дані про населення за 2002 рік):
- Матеяш (469 осіб)
- Ракош (2709 осіб) — адміністративний центр комуни

Комуна розташована на відстані 184 км на північ від Бухареста, 43 км на північ від Брашова.

## Населення
За даними перепису населення 2002 року у комуні проживали 3178 осіб.
Національний склад населення комуни:
| Національність | Кількість осіб | Відсоток |
| -------------- | -------------- | -------- |
| угорці         | 1822           | 57,3%    |
| румуни         | 693            | 21,8%    |
| цигани         | 659            | 20,7%    |
| німці          | 2              | 0,1%     |
| серби          | 1              | < 0,1%   |
| чанго          | 1              | < 0,1%   |

Рідною мовою назвали:
| Мова       | Кількість осіб | Відсоток |
| ---------- | -------------- | -------- |
| угорська   | 1904           | 59,9%    |
| румунська  | 1272           | 40,0%    |
| українська | 1              | < 0,1%   |
| німецька   | 1              | < 0,1%   |

Склад населення комуни за віросповіданням:
| Релігія                                       | Кількість осіб | Відсоток |
| --------------------------------------------- | -------------- | -------- |
| реформати                                     | 1062           | 33,4%    |
| православні                                   | 739            | 23,3%    |
| п'ятдесятники                                 | 667            | 21,0%    |
| унітарії                                      | 561            | 17,7%    |
| римо-католики                                 | 115            | 3,6%     |
| лютерани (Синодально-пресвітеріанська церква) | 10             | 0,3%     |
| адвентисти                                    | 5              | 0,2%     |
| греко-католики                                | 4              | 0,1%     |
| лютерани                                      | 2              | 0,1%     |
| баптисти                                      | 1              | < 0,1%   |
| бретрени                                      | 1              | < 0,1%   |
| лютерани (Аугсбурзького сповідання)           | 1              | < 0,1%   |